# Дальнєрєченський район
Дальнєрєченський район (рос. Дальнереченский район) — район Приморського краю.
Адміністративний центр — місто Дальнєрєченськ.

## Географія
Район розташований на заході краю, в долині річок Уссурі та Малинівки. На заході межує з КНР, на півночі — з Пожарським, на сході — з Красноармійськими, на півдні — з Чугуївським та Кіровським районами, а також з Лісозаводським міським округом. Загальна площа району — 7290 км².

### Природа
Клімат району різко континентальний помірний. Зими холодні, часто сніжні (глибина сніжного покриву може досягати 70-90 см), середні температури січня близько −19 −22 °C. Літо жарке і вологе, з частими тайфунами і великою кількістю опадів. Середні температури липня-серпня — близько +20 +22 °C.

## Історія
Район утворений у 1926 році. Спочатку називався Калінінським, потім Іманським і з 1972 року носить сучасну назву.

## Населення
Населення району — близько 12 995 осіб (2009).

## Адміністративний поділ
У районі налічується 6 сільських поселень, що включають у себе 31 населений пункт:
- Веденкинське: села: Веденка, Межиріччя, Новотроїцьке, Соловйовка, Сретенка, Ударне
- Малинівське: села: Аріадне, Вербне, Зимники, Любитівка, Малиново, Савинівка, селище Пожига
- Орехівське: села: Боголюбівка, Орехово, селища Мартинова Поляна, Поляни
- Ракитненське: села: Лобановка, Ракитне, Ясна Поляна
- Рождественське: села: Голубовка, Рождественка, Сонячне, селище Філіно
- Сальське: села: Звенигородка, Річне, Сальське, Сухановка, зд. ст. Чалданка, зд. ст. Ебергард

## Економіка
Провідне місце в економіці району займають сільське господарство та лісозаготівлі. Функціонують кооперативи і фермерські господарства, займаються вирощуванням сої, гречки, кукурудзи, вівса, ячменю, пшениці, картоплі, різноманітних овочів. Тваринництво представлено переважно м'ясомолочним виробництвом. Є звіропромхоз, провідний промисел річкової риби і тайгового звіра.
У районі діють два лісгоспи, дві компанії, заготовляють і переробляють деревину, таких порід, як ялина, ялиця, ясен, дуб, в'яз, береза, осика. У районі також розвідані поклади корисних копалин, таких як золото, ільменіт, родоміт, кам'яне вугілля, торф, вапняк. Також є запаси сировини для виробництва будівельних матеріалів.